# Aeródromo de Noertrange
El Aeródromo (Aeropuerto) de Noertrange o bien Aeródromo de Wiltz-Noertrange (en alemán: Flugplatz Nörtringen; en francés: aérodrome de Noertrange) es el nombre que recibe una pista de aterrizaje para la aviación general en la parte septentrional del pequeño país europeo de Luxemburgo al noroeste de la ciudad de Wiltz y justo al este de la pequeña ciudad de Noertrange (Nörtringen o en luxemburgués: Näertreg) que pertenece al municipio de Winseler.